# أندرو فيكيت
أندرو فيكيت (بالإنجليزية: Andrew Fekete)‏ (18 مايو 1985 - ) هو لاعب كريكت أسترالي. لعب مع Brisbane Heat ‏ وفريق تسمانيا للكريكت وفريق فكتوريا للكريكت وMelbourne Renegades ‏ وSydney Thunder ‏.

## وصلات خارجية
- أندرو فيكيت على موقع إي آس بي آن كريك إنفو (الإنجليزية)